# Pius Alick Mvundla Ncube

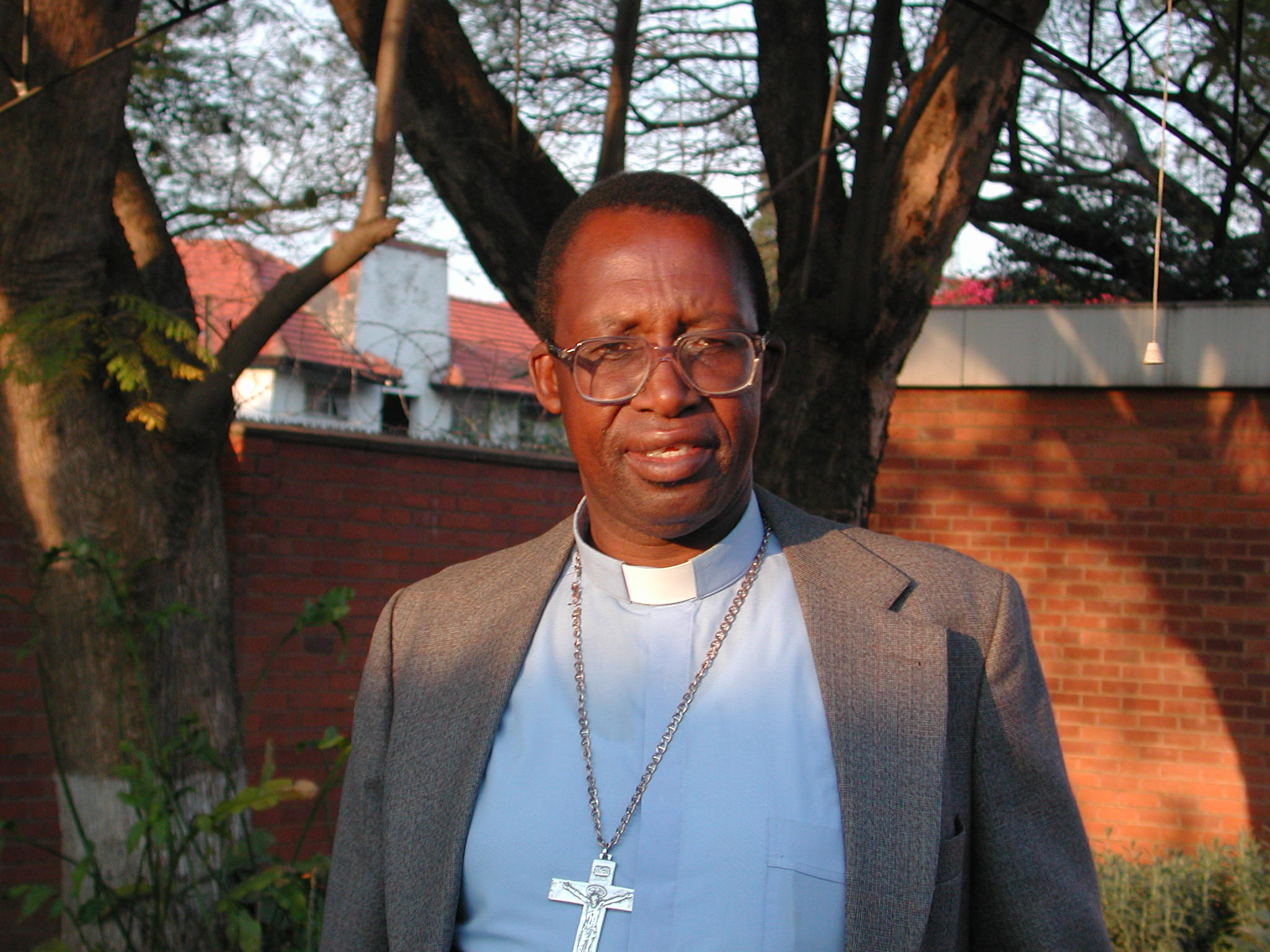
Pius Alick Mvundla Ncube, 2003

Pius Alick Mvundla Ncube (* 31. Dezember 1946 in Filabusi, Südmatabeleland, Simbabwe) ist ein simbabwischer Geistlicher und emeritierter römisch-katholischer Erzbischof von Bulawayo.

## Leben
Pius Alick Mvundla Ncube empfing am 26. August 1973 die Priesterweihe für das Erzbistum Bulawayo. Er arbeitete dort als Missionar und später als Priester an der Kathedrale.
Papst Johannes Paul II. ernannte ihn am 24. Oktober 1997 zum Erzbischof von Bulawayo. Die Bischofsweihe spendete ihm der Präfekt der Kongregation für die Evangelisierung der Völker, Jozef Kardinal Tomko, am 25. Januar 1998; Mitkonsekratoren waren sein Amtsvorgänger Ernst Heinrich Karlen CMM und Erzbischof Peter Paul Prabhu, Apostolischer Nuntius in Simbabwe. Erzbischof Ncube trat in den folgenden Jahren als öffentlicher Kritiker des langjährigen simbabwischen Machthabers Robert Mugabe auf und unterstützte diejenigen, die gegen den Machtmissbrauch des Staatspräsidenten aufbegehrten. Er forderte die Einhaltung der Menschenrechte in Simbabwe und die Rückkehr zur Demokratie.
Von seinem Amt trat er am 11. September 2007 zurück, nachdem zuvor eine mutmaßliche Affäre Ncubes mit der Ehefrau eines seiner Mitarbeiter enthüllt worden war. Im Frühjahr 2016 sprachen sich Katholiken in Simbabwe für eine Wiedereinsetzung von Pius Ncube in die Führung der kirchlichen Hierarchie des Landes aus.